# John Sawkins
John Sawkins, né en 1924, est un poète et romancier britannique installé en Allemagne depuis les années 1960.
Ses racines sont dans le nord de l'Angleterre. Le romancier Alan Sillitoe qualifie Sawkins de « bon critique » et « de bon écrivain ».

## Biographie
Dans son autobiographie, Sawkins s'est décrit comme le « fils du manse » (maison d'un membre du clergé). Sawkins a obtenu une maîtrise à l'Université de Cambridge. Il a ensuite vécu et enseigné au Sud-Soudan pendant plusieurs années. Depuis 1966, il a enseigné la littérature anglaise et la création littéraire à l’Université de la Ruhr à Bochum. En outre, bien qu’il soit fondamentalement un libéral de gauche, il sympathisait avec les étudiants rebelles en 1968 et dans les années 1970. John Sawkins était également professeur invité aux États-Unis.

## Œuvre
Son roman Jangara est paru en 1963. Il a été qualifié de « roman documentaire politique ».
En 1991, Sawkins a publié le volume de poèmes 100 poems of a decade, 1970-1980. Et en 2003, un autre livre de poèmes intitulé The Death Mask of Mary, Queen of Scots. Poems 1970-2000.
Sa thèse de doctorat sur les premiers travaux d'Alan Sillitoe a été rejetée par le professeur Ulrich Suerbaum (Bochum). À l'époque, bon nombre de professeurs (Reinhart Koselleck, Roman Schnur (en), Hermann Lübbe et autres) étaient connus pour leur attitude conservatrice et leur rejet de presque tout ce qui semblait être de gauche.
Bien que son étude des premiers travaux de Sillitoe ait été rejetée à l'université de Bochum, Sawkins est reconnu ailleurs comme un expert de Sillitoe. En 1987, le livre Every day of the week : an Alan Sillitoe reader parait. Il a été annoncé comme « sélectionné par l'auteur, édité et introduit par John Sawkins ».
Sawkins a publié sa thèse en 1992 même si elle avait été rejetée. Écrit en allemand, le livre est apparu sous le titre Dann mit dem Hammer : eine Studie des Frühwerks von Alan Sillitoe im Hinblick auf das Thema der Entfremdung, avec une préface par Alan Sillitoe.
Une version anglaise du livre, également avec une préface de Sillitoe, est parue en 2002. Ce livre, intitulé The Long Apprenticeship  - en français, Le long apprentissage: l'aliénation dans les premiers travaux d'Alan Sillitoe a été largement accueilli par les spécialistes qui écrivent sur Sillitoe dans le monde occidental. Ainsi, Gillian Mary Hanson se réfère à John Sawkin dans son livre Understanding Alan Sillitoe (Comprendre Sillitoe). Roberto del Valle Alcalá fait référence à The Long Apprenticeship dans son livre British Working-Class Fiction: Narratives of Refusal and Struggle en 2016.
Un critique a écrit à propos de The Long Apprenticeship que John Sawkins voit « les protagonistes » de Sillitoe, Arthur Seaton et Colin Smith, dépeints dans les romans Samedi soir et dimanche matin et Le solitude du coureur de longue distance, comme ouvriers incarnant le concept d'aliénation dans leur « résistance à une société conformiste ». Cela indique une approche plus socio-psychologique que marxiste de Sawkins. L’aliénation n’est comprise que comme une séparation psychique, subjective et une opposition à des contraintes sociales qui renforcent les tendances conformistes des individus.